# Santa María Colotepec
Santa María Colotepec là một đô thị thuộc bang Oaxaca, México. Năm 2005, dân số của đô thị này là 19223 người.